# حوزه انتخابیه کلی آلاسکا
حوزه انتخابیه کلی آلاسکا یک حوزه انتخابیه مجلس نمایندگان آمریکا است که در ایالت آلاسکا قرار دارد.